# Skaftfåfoting
Skaftfåfoting (Stylopauropus pedunculatus) är en mångfotingart som först beskrevs av Lubbock 1867.  Skaftfåfoting ingår i släktet skaftfåfotingar, och familjen fåfotingar. Arten är reproducerande i Sverige. Utöver nominatformen finns också underarten S. p. brevicornis.